# Neverke
Neverke – wieś w Słowenii, gmina Pivka. 1 stycznia 2017 liczyła 111 mieszkańców.